# العلاقات المكسيكية الكورية الجنوبية
العلاقات المكسيكية الكورية الجنوبية هي العلاقات الثنائية التي تجمع بين المكسيك وكوريا الجنوبية.

## مقارنة بين البلدين
هذه مقارنة عامة ومرجعية للدولتين:
| وجه المقارنة                                              | المكسيك                                                                               | كوريا الجنوبية                                                          |
| --------------------------------------------------------- | ------------------------------------------------------------------------------------- | ----------------------------------------------------------------------- |
| المساحة (كم2)                                             | 1.97 مليون                                                                            | 100.30 ألف                                                              |
| عدد السكان (نسمة)                                         | 130.53 مليون                                                                          | 51.47 مليون                                                             |
| الكثافة السكانية (ن./كم²)                                 | 66.26                                                                                 | 513.16                                                                  |
| العاصمة                                                   | مدينة مكسيكو                                                                          | سول                                                                     |
| اللغة الرسمية                                             | اللغة الإسبانية                                                                       | اللغة الكورية                                                           |
| العملة                                                    | بيزو مكسيكي                                                                           | وون كوري جنوبي                                                          |
| الناتج المحلي الإجمالي (بليون دولار)                      | 1.15 تريليون                                                                          | 1.53 تريليون                                                            |
| الناتج المحلي الإجمالي (تعادل القوة الشرائية) بليون دولار | 2.16 تريليون                                                                          | 1.75 تريليون                                                            |
| الناتج المحلي الإجمالي الاسمي للفرد دولار أمريكي          | 9.01 ألف                                                                              | 27.22 ألف                                                               |
| الناتج المحلي الإجمالي للفرد دولار أمريكي                 | 17.32 ألف                                                                             |                                                                         |
| مؤشر التنمية البشرية                                      | 0.756                                                                                 | 0.901                                                                   |
| رمز المكالمات الدولي                                      | +52                                                                                   | +82                                                                     |
| رمز الإنترنت                                              | .mx                                                                                   | .kr                                                                     |
| المنطقة الزمنية                                           | منطقة زمنية وسطى، المنطقة الزمنية الجبلية، زمن منطقة المحيط الهادئ، منطقة زمنية شرقية | توقيت كوريا الجنوبية، ت ع م+09:00، آسيا/سيول ‏، ت ع م+08:00، ت ع م+08:30 |

## مدن متوأمة
في ما يلي قائمة باتفاقيات التوأمة بين مدن مكسيكية وكورية جنوبية:
- ترتبط ماردة [الإنجليزية]‏ مع إنتشون باتفاقية توأمة.[14]
- ترتبط ماردة مع إنتشون باتفاقية توأمة.[14]
- ترتبط سابوبان مع تشانغوون باتفاقية توأمة.
- ترتبط مدينة مكسيكو مع سول باتفاقية توأمة منذ 1 سبتمبر 2008.[15][16][17][18]
- ترتبط مدينة كيريتارو مع يوسو باتفاقية توأمة.
- ترتبط تولوكا مع سوون باتفاقية توأمة.
- ترتبط تيخوانا مع بوسان باتفاقية توأمة منذ 1993.
- ترتبط San Cristóbal Ecatepec  [لغات أخرى]‏ مع ناميانغجو باتفاقية توأمة.

## منظمات دولية مشتركة
يشترك البلدان في عضوية مجموعة من المنظمات الدولية، منها:
| علم المنظمة | اسم المنظمة                                      | تاريخ انضمام المكسيك | تاريخ انضمام كوريا الجنوبية |
| ----------- | ------------------------------------------------ | -------------------- | --------------------------- |
|             | مؤسسة التمويل الدولية                            | 20 يوليو 1956        | 16 مارس 1964                |
|             | مجموعة أستراليا                                  | 2013                 | 1996                        |
|             | يونسكو                                           | 4 نوفمبر 1946        | 14 يونيو 1950               |
|             | مجموعة الموردين النوويين                         | ?                    | ?                           |
|             | مؤسسة التنمية الدولية                            | 24 أبريل 1961        | 18 مايو 1961                |
|             | منظمة التعاون الاقتصادي والتنمية                 | ?                    | 12 ديسمبر 1996              |
|             | وكالة ضمان الاستثمار متعدد الأطراف               | 1 يوليو 2009         | 12 أبريل 1988               |
|             | منتدى التعاون الاقتصادي لدول آسيا والمحيط الهادئ | 17 نوفمبر 1993       | 6 نوفمبر 1989               |
|             | منظمة حظر الأسلحة الكيميائية                     | ?                    | ?                           |
|             | الأمم المتحدة                                    | 7 نوفمبر 1945        | 17 سبتمبر 1991              |
|             | منظمة الشرطة الجنائية الدولية                    | ?                    | ?                           |
|             | مجموعة العشرين                                   | ?                    | ?                           |
|             | البنك الدولي للإنشاء والتعمير                    | 31 ديسمبر 1945       | 26 أغسطس 1955               |
|             | الفريق المعني برصد الأرض                         | ?                    | ?                           |
|             | الاتحاد البريدي العالمي                          | ?                    | ?                           |
|             | منظمة التجارة العالمية                           | 1995                 | ?                           |
|             | المنظمة الهيدروغرافية الدولية                    | ?                    | ?                           |

## وصلات خارجية
- موقع وزارة الخارجية المكسيكية
- موقع وزارة الخارجية الكورية الجنوبية